# Do the Twist
Do the Twist es un álbum de estudio de la cantante estadounidense Connie Francis, publicado en enero de 1962 a través de MGM Records.

## Grabación y producción
Para su álbum, Francis había grabado 17 canciones, la mayoría escrita por Eddie Curtis que, también había escrito "You're Gonna Miss Me" en 1969. La mayoría de las canciones en el álbum eran nuevas, a excepción de "Mommy, Your Daughter's Fallin' in Love", que usaba la melodía de la canción de Winfield Scott, "Tweedlee Dee".
Las sesiones fueron conducidas por Sammy Lowe, desarrolladas desde el 20 de noviembre de 1961 hasta el 9 de enero de 1962 en New York City.
El álbum fue originalmente publicado en enero de 1962 bajo el nombre de Do the Twist. Fueron despachadas en las tiendas de discos en una portada simple con fondo negro y el título escrito en letras color verde neón, similar al álbum de Ray Charles publicado en 1961. La versión del Reino Unido presentaba las letras en color rojo neón.

## Lanzamiento y recepción
La canción de apertura del álbum, "Mr. Twister" fue publicada como sencillo en varios territorios, excepto Estados Unidos. Francis grabó la canción en Italiano, Francés, Japonés y Español. También es una de las dos canciones en ser grabadas en Sueco.
"Kiss 'n' Twist" también fue publicada como sencillo en mayo de 1962. Adicionalmente, Francis grabó la canción en Alemán bajo el nombre de "Ein Boy für mich".
La canción "Drop It, Joe" fue publicada como lado B del lanzamiento de sencillo de "Don't Break the Heart That Loves You" en enero de 1962. "Telephone Lover" fue publicada como lado B del lanzamiento de sencillo en Grecia de "Mr. Twister".

## Lista de canciones
Todas las canciones escritas y compuestas por Eddie Curtis, excepto donde está anotado. 
| Lado uno |                                                                   |          |  |
| N.º      | Título                                                            | Duración |  |
| 1.       | «Mr. Twister» (John Berry, Don Covay)                             | 2:07     |  |
| 2.       | «Teach Me How to Twist»                                           | 2:24     |  |
| 3.       | «Johnny Darlin'»                                                  | 2:12     |  |
| 4.       | «Telephone Lover» (Paul Vance, Lee Pockriss)                      | 2:36     |  |
| 5.       | «Mommy, Your Daughter's Fallin' in Love» (Curtis, Winfield Scott) | 2:39     |  |
| 6.       | «Drop it, Joe»                                                    | 2:48     |  |

| Lado dos |                                                     |          |  |
| N.º      | Título                                              | Duración |  |
| 1.       | «Kiss 'n' Twist» (Mike Canosa, Danny Stradella)     | 1:56     |  |
| 2.       | «I Won't Be Home to You»                            | 2:26     |  |
| 3.       | «My Real Happiness»                                 | 2:24     |  |
| 4.       | «Ain't That Better, Baby» (Cathy Lynn, Phil Medley) | 2:34     |  |
| 5.       | «Hey, Ring-a-Ding»                                  | 2:34     |  |
| 6.       | «Does Ol' Broadway Ever Sleep»                      | 2:44     |  |